# Диксон, Адель
Аде́ль Ди́ксон (англ. Adele Dixon; 3 июня 1908, Лондон — 11 апреля 1992, Манчестер) — британская певица и актриса универсального жанра. Пела в мюзиклах в США (на Бродвее) и в Англии в 1930—40-е гг., снялась в нескольких музыкальных кинофильмах. Вошла в историю 2 ноября 1936 г., исполнив песенку «Телевидение» в ходе первой передачи телевидения высокого разрешения, проведённой BBC.

## Биография
Родилась в центральном Лондоне, в районе Нью́ингтон. Родители: Фредерик Диксон (англ. Frederick Dixon) и Элизабет (урождённая Баретт, англ. Elizabeth Barett).
Адель училась в Академии театрального искусства Италии Конти. Начала выступать в 13-летнем возрасте, сыграв Первого Эльфа в детском спектакле «Там, где кончается радуга». Затем было ещё несколько ролей, после чего Адель получила стипендию на обучение в Королевской академии драматического искусства, где проучилась 2 года. Ко времени окончания Академии она уже играла ведущие взрослые роли и в 1927 году отправилась на гастроли в Египет, играя Оливию в «Двенадцатой ночи», Джессику в «Венецианском купце», Марианну в «Мере за меру» и Бьянку в «Отелло».
В августе 1928 Адель Диксон вышла замуж за Эрнеста Швайгера, эксперта в области ювелирного дела, с которым прожила до 1976 года. Пара осталась бездетной.
Через месяц после свадьбы миссис Диксон поступила в театр Олд Вик, где в течение следующих двух сезонов играла роли в основном в шекспировских пьесах. Кроме того она была задействована в постановках по Шеридану, Мольеру и Шоу. Тогда же ей удалось сыграть роль Спящей Красавицы в «Опере А́дама» на музыку Ричарда Адинселла. Этот спектакль был не очень хорошо принят публикой, но Адель произвела впечатление на композитора, что сыграло в её судьбе решающую роль.
Адель Диксон обладала приятным сопрано, который был одинаково хорош и в драматических, и в комедийных ролях. В результате в 1930 году, после ухода из Олд Вик, по рекомендации Ричарда Адинселла её взяли в Вест-Энд на главную женскую роль Сьюзи в театральной адаптации романа Джона Пристли «Добрые товарищи». Эта постановка продержалась на сцене почти год в 1931 и 1932 годах.
Примерно в то же время (1931) Адель Диксон сыграла в своём первом фильме «Неловкая добродетель». Следующие примерно пять лет она была задействована во многих спектаклях, снялась ещё в одном фильме и даже поучаствовала в первых телевизионных трансляциях BBC. Адель была популярна и эксплуатировала образ молодости, энергии и напора. Газета The Times писала в 1934 году: «… Мисс Адель Диксон неизменно обеспечивает то, что в первую очередь требует игра — стремительность, композиция и гламур…».
На пике популярности миссис Диксон уехала в Америку для участия в бродвейской постановке «Между дьяволом» (1937) (англ. Between the Devil). Это не первое творческое посещение Нью-Йорка. Хотя биографы не упоминают такого, бродвейские афиши показывают Адель участницей хора в постановке Nikki, шедшей в октябре 1931 года. В этот раз планы грандиознее, но несмотря на качественный музыкальный материал, мюзикл не имел успеха. В 1938 году Диксон возвратилась в Англию и приняла успешное участие в мюзикле «Флот засветился», который, тем не менее, стал её последним музыкальным шоу на следующие 5 лет.
Вплоть до 1944 года Адель участвовала в эстрадных ревю, снималась в кино, а также активно играла в пантомиме в амплуа травести. В дальнейшем у неё были роли в музыкальных спектаклях, однако в общем её звезда на театральном небосклоне постепенно закатывалась. Был ещё последний кинофильм (Woman to Woman, 1946), последнее и неудачное выступление на Бродвее (Don’t Listen Ladies!, 1948) и последнее и очень удачное в личном плане выступление в заглавной роли в мюзикле Belinda Fair, которым Адель попрощалась с музыкальным театром. В последний раз зрители увидели миссис Диксон на сцене Вест-Энда в роли принца в постановке Золушки 1953 года. После этого Адель несколько раз появлялась на подмостках провинциальных театров пока в конце 50-х не завершила театральную карьеру окончательно.
Миссис Диксон была очень привязана к мужу, поэтому она тяжело перенесла его смерть в 1976 году. Спустя примерно 10 лет она переехала из Лондона в Сэйл в дом престарелых, где и скончалась 11 апреля 1992 года от воспаления лёгких.

### Комментарии
1. ↑  В источниках приводится разное название этой песенки: «Телевидение», «Приход телевидения к вам»[4] или «Телевизионный марш»[5].
2. ↑  По другим источникам, персонаж назывался «Принцесса Красоты»[9].
3. ↑  Сохранилась запись одной из сцен спектакля. Прослушать её можно, пройдя по ссылке из соответствующего раздела статьи: Scene from «The Good Companions», 2011
4. ↑  Эта статья в The Times[12] написана накануне премьеры мюзикла Три сестры[англ.], шедшего в театре Друри-Лейн, в котором впервые прозвучал стандарт «I Won’t Dance»[англ.][13].
5. ↑  И это удивительно, поскольку путешествие в Америку тогда означало длительное океанское плавание.
6. ↑  Авторы определили свой мюзикл как музыкальную шалость (англ. musical frolic)[15], и он шёл в помещении лондонского Ипподрома[англ.][16]
7. ↑  Есть возможность прослушать одну из композиций из этого мюзикла в исполнении партнёра Адель Диксон — Фрэнсис Дэй. Ссылка указана в соответствующем разделе статьи: It's D'Lovely, 2010.